# Tatra K3R-NT
Tatra K3R-NT je model tříčlánkové, částečně nízkopodlažní tramvaje, který vznikl modernizací československých tramvají Tatra T3 pro Plzeňské městské dopravní podniky. V letech 2005 a 2006 byly modernizovány čtyři vozy K3R-NT, jejichž ideovými předchůdci jsou brněnské tramvaje Tatra K3R-N.

## Historické pozadí
Vzhledem k nedostatku velkokapacitních tramvají se rozhodly Plzeňské městské dopravní podniky k zásadní modernizaci standardních vozů typu T3. Návrh byl odvozen od brněnských tramvají typu K3R-N, které vznikly modernizací článkových vozů Tatra K2, přičemž mezi oba původní články byl vložen střední nízkopodlažní článek. Plzeňské vozy K3R-NT měly být naopak sestaveny z vozových skříní dvou tramvají T3 (krajní články) a vloženého nízkopodlažního článku. Obdobný způsob modernizace (ze dvou vozů T3) proběhl u tramvají Tatra KT3, které byly v letech 2004 a 2005 rekonstruovány pro Ukrajinu. Výběrové řízení pro plzeňské vozy K3R-NT vyhrála šumperská firma Pars nova.

## Modernizace
Jedna tříčlánková tramvaj K3R-NT sestává ze dvou vozových skříní vozů Tatra T3. Nebyly však použity celé – přední skříň byla uříznuta za prvním oknem za středními dveřmi (zadní část byla sešrotována), zadní byla uříznuta za prvním oknem za předními dveřmi (tady byla naopak sešrotována přední část). Mezi tyto dvě použité skříně byl vložen nový střední nízkopodlažní článek. Použité skříně byly kompletně opraveny a se středním článkem spojeny pomocí kloubového mechanismu. Pod klouby se nachází dva podvozky, další dva se nachází pod předním a zadním článkem. Všechny nápravy jsou hnací, poháněné trakčními motory. Elektrická výzbroj byla použita tranzistorová typu TV Progress od firmy Cegelec, osazen byl nově i polopantograf s elektrickým ovládáním. Čela tramvaje K3R-NT jsou klasického typu od Františka Kardause (na rozdíl od Brna, kde jsou použita nová čela od Patrika Kotase) kvůli lepší dostupnosti a unifikaci náhradních dílů.
Dveře do středního článku jsou vybaveny výsuvnou plošinou pro kočárky či invalidní vozíky. Zmodernizován byl rovněž i interiér. Byla použita nová čalouněná sedadla, digitální informační systém pro cestující, nové zářivkové osvětlení, či hliníkové skládací dveře. Klimatizovaná kabina řidiče byla mírně zvětšena a byla vybavena novým řídicím pultem.

## Provoz tramvají Tatra K3R-NT
| Provoz | Článek | Typ    | Roky modernizací | Počet vozů | Poznámky |
| ------ | ------ | ------ | ---------------- | ---------- | -------- |
| Plzeň  | článek | K3R-NT | 2005–2006        | 4 kusy     |          |

První dvě dvojice tramvají T3 byly z Plzně do Šumperka (do firmy Pars nova) převezeny v září 2005. Žádná z těchto čtyř tramvají nebyla původně dodána do Plzně, dva vozy totiž pocházejí z Prahy a dva z Mostu, v Plzni jezdily až od 90. let 20. století. Další dvě dvojice vozů T3 byly do Parsu odeslány začátkem roku 2006. První dvě modernizované tramvaje K3R-NT (evidenčních čísel 311 a 312) se v Plzni objevily v květnu 2006, přičemž 6. června 2006 byly oba vozy slavnostně představeny veřejnosti. Do pravidelného provozu byly poprvé zařazeny 21. června 2006. Zbylé dvě tramvaje K3R-NT (ev. č. 313 a 314) dorazily do Plzně v prosinci 2006, v pravidelném provozu byly od konce ledna 2007  až do 21. června 2025, kdy svůj provoz v Plzni ukončili.
Vozy ev. č. 311 a 312 byly při příležitosti představení veřejnosti pokřtěny a pojmenovány. Jména vybraly děti z dětského domova, přičemž jejich výkresy byly nainstalovány do reklamních boxů nad okny v interiéru tramvají. Zbylé dva vozy ev. č. 313 a 314 již jména neobdržely.
- 311 Pampeliška
- 312 Špagetka